# Коркаяг
Коркаяг — починок в Кезском районе Удмуртской республики.

## География
Находится в северо-восточной части Удмуртии на расстоянии приблизительно 19 км на запад по прямой от районного центра поселка Кез.

## История
Известен с 1920 года как сельхозартель. В 1924 году учтено 6 дворов. До 2021 года входил в состав Чепецкого сельского поселения.

## Население
Постоянное население составляло 70 человек (1924), 22 человека в 2002 году (удмурты 64 %, русские 36 %), 13 в 2012.